# Шуховська вежа (Біла Церква)

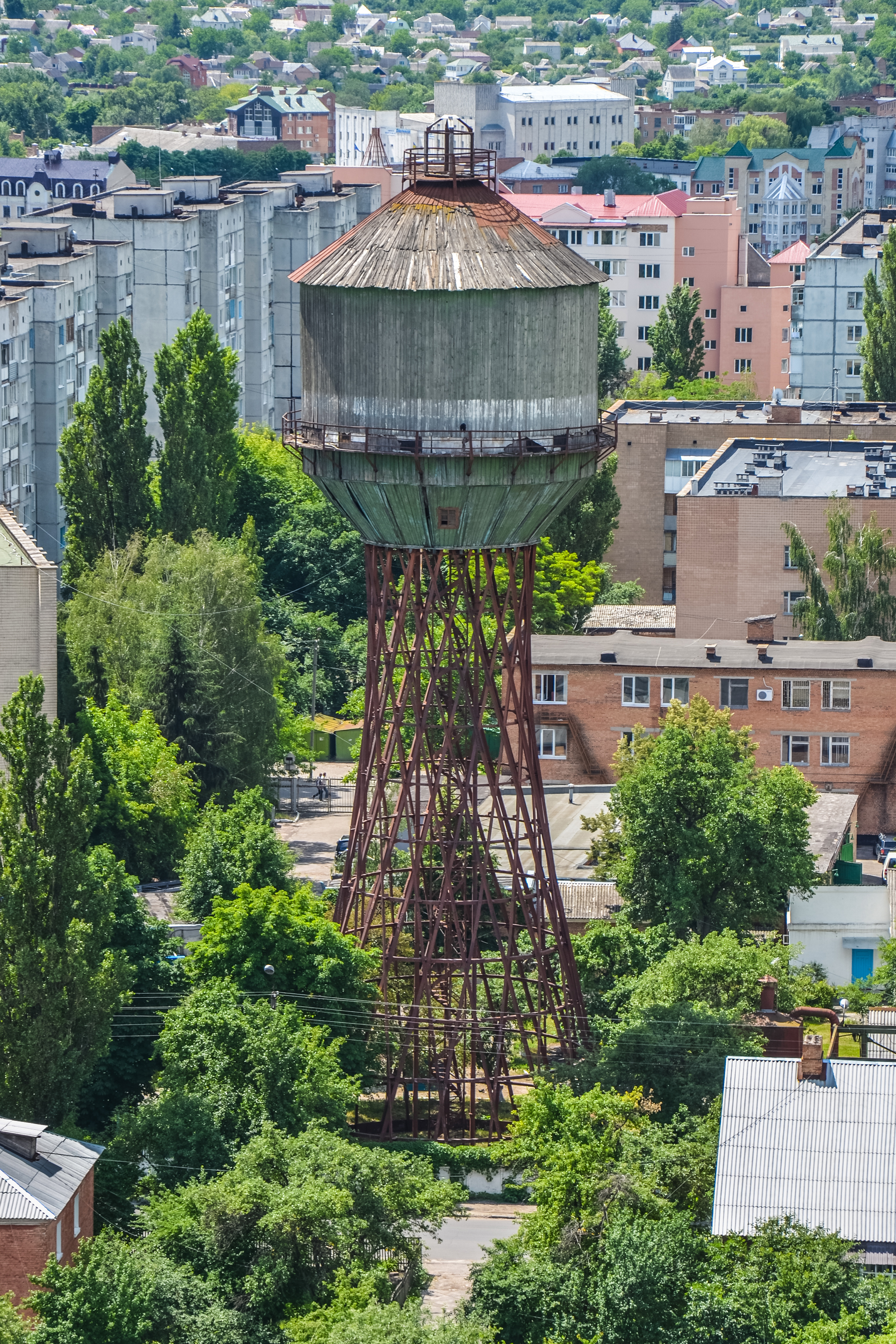
Шуховська вежа

Шухівська водогінна вежа, 2016 рік

Шуховська вежа в м. Біла Церква — водонапірна вежа, виконана за проєктом інженера Володимира Шухова.

## Історія
Побудована у 1929 році. У роки Другої світової війни башта частково постраждала від вибуху, була відновлена у 1946 році.

## Конструкція
Висота споруди — близько 45-50 метрів, з вежі відкривається гарний вид на місто.

## Сучасний стан
Станом на листопад 2012 року споруда не використовувалася, але за нею доглядали робітники місцевого водоканалу, на території якого знаходиться вежа.
Зображення вежі прикрашає емблему місцевого водоканалу. Верх вежі зроблений з дерева. Башта не має слідів ремонту.
Є об'єктом індустріального туризму.